# 尤里·布朗芬布伦纳
尤里·布朗芬布伦纳（英語：Urie Bronfenbrenner，1917年4月29日—2005年9月25日）美國著名的心理學家, 他的生態系統理論為人所熟悉。 他也是开端计划項目的創始人之一，這個項目研究美國有各種學習障礙的學前兒童。

## 背景和事業
他是Dr. Alexander Bronfenbrenner和Eugenie Kamenetski Bronfenbrenner所生的兒子。他在6歲的時候從蘇聯來到美國，在Pittsburgh住了一段時間後，他全家在紐約州的Letchworth Village定居下來，那里有個機構叫紐約州立智力障礙研究學院（New York State Institution for the Mentally Retarded），他的父親在那里當臨床病理學家和研究主管。
從Haverstraw高中畢業後，他獲得獎學金到康乃爾大學就讀。他於1938年在那里完成了心理學和音樂的雙學位，畢業後他專注於發展心理學，在哈佛大學完成了碩士學位，於1942年在密歇根大學完成了博士學位。獲得學位僅僅24小時，他便被征召入伍，在美國陸軍航空兵團和战略情报局當心理學家，做各種相關工作。完成了軍官訓練後，他在美國軍隊醫療團（U.S. Army Medical Corps）工作。
第二次世界大戰後，Bronfenbrenner在美國退伍軍人事務部當過一陣的助理臨床心理學家，之後到密歇根大學當心理學的助理教授。他於1948年接受了康乃爾大學的教職，教发展心理学，家庭研究和心理學。從60年代后期到70年代早期，他是康乃爾大學的理事會理事。直至死時，他是康乃爾大學康奈尔大学人类生态学院的榮譽教授，教人類發展和心理學。
Urie Bronfenbrenner有6個子女：Beth Soll，住在紐約，是一個舞蹈指導，舞蹈家，作家，她從1977年到1997年負責麻省理工學院的舞蹈課程，現於哥倫比亞大學和曼哈頓學院教書。Ann Stambler，是一個精神病理學的社工，在Newton, MA工作。Mary Bronfenbrenner，在Ithaca公立學校教德文。Michael Bronfenbrenner，住在加州的Seal Beach，從事錄影相關工作。Kate Bronfenbrenner，就職於康乃爾大學工業和勞工關系學院，是勞工教育研究的主任。Steven Bronfenbrenner，在加州三藩市一個公司負責藝術行政工作。

## 生態系統理論
1. Bronfenbrenner作為發展心理學的其中一位重要的學者，他的最主要的貢獻是生態系統理論，在這個理論中，他認為一個人會受到四個系統的影響，由主到次分別是：microsystem指個人在面對情境中，所經歷到一種關於活動、角色及人際關係的模式。； （比如說，家庭）mesosystem指個體所處的兩個或以上的情境間所發 生的連結歷程，例如學校系統和家長價值系統。（兩個microsystem互相影響）；exosystem指兩個或更多情境的連結和歷程，但其中至少有個情境沒有包含發展中的個體。。（比如說：父母的工作環境）；macrosystem包含了某文化、次文化及其他廣泛社會脈絡在 前述的系統中所形成的模式。是這是一個概括性的文化藍圖，影響著父母、老師和孩童的生命中的重要他人，是如何有意識或無意識 的去定義養下一代的方式。（更廣泛的社會文化影響），他之後加上第五個系統，叫Chronosystem（外在系統隨著時間的演變）。每個系統都有各自的角色，準則和規則，可以很大程度地影響一個人的發展。
2. 理論的主要陳述，人類發展的生態（1979），在應該用什么方法研究 “人類和他所處的環境”這問題上，對於心理學家和社會科學家有廣泛的影響。在Bronfenbrenner之前，相關領域關聯不大，兒童心理學家研究兒童，社會學家研究家庭，人類學家研究社會等等。
3. 多得Bronfenbrenner在"人類生態"開創性的研究，諸如家庭，經濟，政治等環境，現被視作一個人的生命進程的一部分。從生物和生態的角度來看待人類發展，打破了社會科學各個學科之間的諸多障礙，在這些學科之間建造橋梁，從而找出那些因素對於人類發展是最重要的。